# Regla del área

La superficie verde debe ser igual a la superficie total azul.

La regla del área es una regla matemática que permite disminuir la resistencia de onda de cuerpos volando a velocidades comprendidas entre Mach 0,8 y 1,2. Estas velocidades abarcan a la práctica la totalidad de aeronaves de ala fija con capacidad de vuelo supersónico.
La regla del área dice que dos cuerpos con la misma distribución de áreas tendrán la misma resistencia aerodinámica, vista desde el campo lejano. Como en vuelo supersónico, el cuerpo de revolución con resistencia de onda mínima es el cuerpo de Sears-Haack, esta regla proporciona un modelo con el que comparar.